# Collegio uninominale Lazio - 08
Il collegio elettorale uninominale Lazio - 08 è stato un collegio elettorale uninominale della Repubblica Italiana per l'elezione del Senato tra il 2017 ed il 2022.

## Territorio
Come previsto dalla legge elettorale italiana del 2017, il collegio era stato definito tramite decreto legislativo all'interno della circoscrizione Lazio.
Era formato da parte del territorio del comune di Roma (Quartiere Lido di Castel Fusano, Quartiere Lido di Ostia Levante, Quartiere Lido di Ostia Ponente, Zona Acilia Nord, Zona Acilia Sud, Zona Aeroporto di Ciampino, Zona Capannelle, Zona Casal Morena, Zona Casal Palocco, Zona Castel di Decima, Zona Castel di Guido, Zona Castel di Leva, Zona Castel Fusano, Zona Castel Porziano, Zona Cecchignola, Zona Fonte Ostiense, Zona Ostia Antica, Zona Ponte Galeria, Zona Tor de' Cenci, Zona Torre Gaia, Zona Torrenova, Zona Torricola e Zona Vallerano) e dai comuni di Ciampino, Fiumicino e Pomezia nella città metropolitana di Roma Capitale.
Il collegio era parte del collegio plurinominale Lazio - 03.

## Eletti
| Elezione | Elezione | Senatore    | Partito            |
| -------- | -------- | ----------- | ------------------ |
|          | 2018     | Giulia Lupo | Movimento 5 Stelle |

## Dati elettorali

### XVIII legislatura
Come previsto dalla legge elettorale, 116 senatori erano eletti con sistema a maggioranza relativa in altrettanti collegi uninominali a turno unico.
| Candidati              | Candidati             | Voti    | %     | Liste                                | Voti    | %     |
| ---------------------- | --------------------- | ------- | ----- | ------------------------------------ | ------- | ----- |
|                        | Giulia Lupo ✔️ Eletto | 119 765 | 39,49 | Movimento 5 Stelle                   | 119 765 | 39,49 |
|                        | Luisa Regimenti       | 98 126  | 32,35 | Lega                                 | 36 689  | 12,10 |
| Forza Italia           | Luisa Regimenti       | 98 126  | 32,35 | 35 626                               | 11,75   |       |
| Fratelli d'Italia      | Luisa Regimenti       | 98 126  | 32,35 | 24 311                               | 8,02    |       |
| Noi con l'Italia - UDC | Luisa Regimenti       | 98 126  | 32,35 | 1 500                                | 0,49    |       |
|                        | Ugo Marchetti         | 61 056  | 20,13 | Partito Democratico                  | 50 674  | 16,71 |
| +Europa                | Ugo Marchetti         | 61 056  | 20,13 | 7 457                                | 2,46    |       |
| Italia Europa Insieme  | Ugo Marchetti         | 61 056  | 20,13 | 1 565                                | 0,52    |       |
| Civica Popolare        | Ugo Marchetti         | 61 056  | 20,13 | 1 360                                | 0,45    |       |
|                        | Massimo Cervellini    | 10 344  | 3,41  | Sinistra Italiana                    | 10 344  | 3,41  |
|                        | Arianna Grandinetti   | 4 228   | 1,39  | CasaPound                            | 4 228   | 1,39  |
|                        | Francesco Di Bella    | 4 106   | 1,35  | Potere al Popolo!                    | 4 106   | 1,35  |
|                        | Emilio Sasso          | 1 877   | 0,62  | Il Popolo della Famiglia             | 1 877   | 0,62  |
|                        | Donatella Proietti    | 1 528   | 0,50  | Partito Comunista                    | 1 528   | 0,50  |
|                        | Cristina Riggi        | 1 035   | 0,34  | Italia agli Italiani                 | 1 035   | 0,34  |
|                        | Carlo Ranucci         | 496     | 0,16  | Democrazia Cristiana                 | 496     | 0,16  |
|                        | Alessio Sammartino    | 298     | 0,10  | Per una Sinistra Rivoluzionaria      | 298     | 0,10  |
|                        | Alessandro Amendola   | 244     | 0,08  | Lista del Popolo per la Costituzione | 244     | 0,08  |
|                        | Giuliana Giorgi       | 184     | 0,06  | PRI - ALA                            | 184     | 0,06  |
| Totale                 | Totale                | 303 287 | 100   |                                      | 303 287 | 100   |
|                        |                       |         |       |                                      |         |       |
| Voti non validi        | Voti non validi       | 7 120   | 2,29  |                                      |         |       |
| Votanti                | Votanti               | 310 407 | 71,72 |                                      |         |       |
| Elettori               | Elettori              | 432 809 |       |                                      |         |       |